# Pájaros de papel
Pájaros de papel es una película escrita y dirigida por Emilio Aragón Álvarez. Estrenada en 2010, la película cuenta con la participación de Imanol Arias, Lluís Homar, Carmen Machi, Roger Príncep y Ana Cuesta entre otros. Fue nominada por dos Premios Goya.

## Argumento
El músico Jorge del Pino (Imanol Arias), el ventrílocuo Enrique Corgo (Lluís Homar), la cupletista Rocío Moliner (Carmen Machi) y el pequeño huérfano Miguel (Roger Príncep) forman una extraña familia de artistas dedicada al vodevil que, en la mala época en la que les ha tocado vivir, intenta pelear cada día contra cualquier miseria a golpe de risa. Sus vidas se verán en peligro cuando sean puestos a prueba y deban tomar decisiones que se convierten en una cuestión de supervivencia.

## Personajes
| Actor/Actriz        | Personaje                   |
| ------------------- | --------------------------- |
| Imanol Arias        | Jorge del Pino              |
| Lluís Homar         | Enrique Corgo               |
| Roger Príncep       | Miguel Puertas Maldonado    |
| Ana Cuesta          | Merceditas                  |
| Carmen Machi        | Rocío Moliner               |
| Fernando Cayo       | Capitán Montero             |
| Diego Martín        | Teniente Quiroga            |
| José Ángel Egido    | Ricardo Ubieto, el alcalde  |
| Oriol Vila          | Pastor                      |
| Luis Varela         | Arturo                      |
| Concha Hidalgo      | Amparo                      |
| Javi Coll           | Pedro                       |
| Pedro Civera        | Herrera                     |
| Francisco Merino    | Luciano                     |
| Lola Baldrich       | María                       |
| Javier Cidoncha     | Rafa                        |
| Ricardo de Barreiro | Paco                        |
| Chema Adeva         | Eugenio                     |
| Dani Martin         | Valentín                    |
| Tomás del Estal     | Antonio                     |
| Vicente Quirós      | Luis                        |
| José Ramón Argoitia | Padre Gabriel               |
| María Jesús Hoyos   | Josefa                      |
| Jonás Beramí        | Regidor                     |
| Pablo Castañón      | Joaquín                     |
| José Sánchez Orosa  | Informante                  |
| Sandro Cordero      | Tabernero                   |
| Mirko Callaci       | Mago                        |
| José Luis Medrano   | Trompeta                    |
| Joan Montanyès      | Presentador                 |
| Ana Cantillo        | Antipodista                 |
| Rossina Castelli    | Acróbata                    |
| Bárbara Govan       | Contorsionista              |
| Agustín Prades      | General                     |
| Juan Muro           | Clarinete                   |
| Bin Dodo            | Malabarista 1               |
| Íñigo Zumárraga     | Malabarista 2               |
| Nacho Moreno        | Equilibrista 1              |
| Alejandro del Monte | Equilibrista 2              |
| Javier Díaz         | Platos                      |
| José Luis González  | Pianista                    |
| Salvador Salvador   | Violín 1                    |
| Emiliano Pablos     | Violín 2                    |
| Carmelo Calahorra   | Saxo                        |
| Julián Echebarría   | Batería                     |
| Vicky Castillo      | Chica ballet 1              |
| Auxi Fernández      | Chica ballet 2              |
| Jorge Blass         | El Gran Mago                |
| Lucas Carmona       | Guitarra Merceditas         |
| Christopher Downs   | Luthier                     |
| Pedro Lazaga        | Técnico                     |
| José María Egeda    | Profesor Escuela (Penelope) |
| Miliki              | Miguel viejo                |
| Asunción Balaguer   | Enfermera                   |
| Francisco Franco    | Francisco Franco            |
| Cristina Marcos     | Concepción                  |
| Daniel Ortiz        |                             |

## Producción y localizaciones de rodaje
Rodada en Madrid, Chinchón, Tembleque, Colmenar de Oreja y Almagro.
Los números musicales y la banda sonora original están compuestos por Emilio Aragón e interpretados por la ORCAM, Ara Malikian al violín, Kepa Junkera con la trikitixa, Pepe Habichuela y Josemi Carmona a la guitarra.

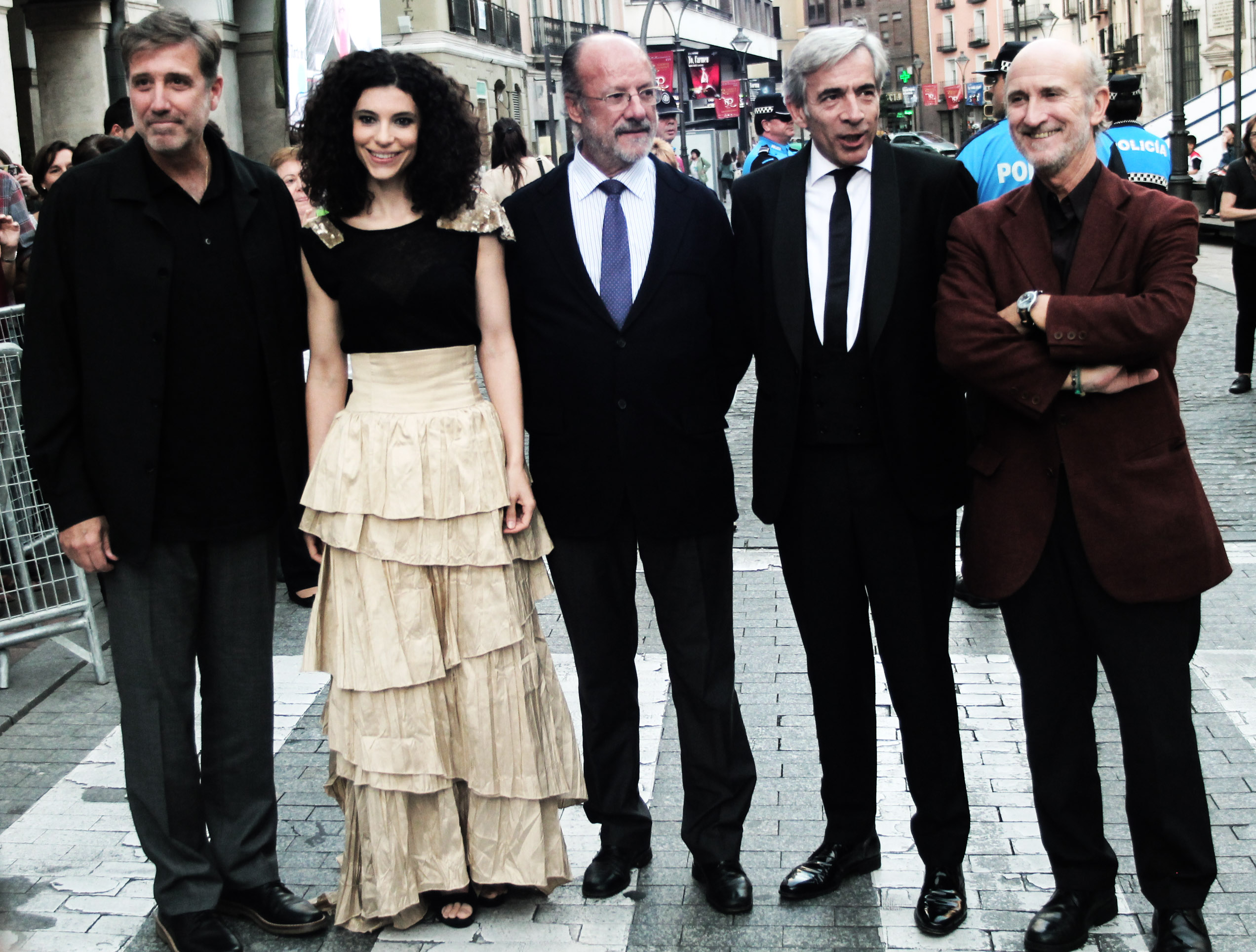
Elenco de la película

## Premios y nominaciones
Goya
| Año  | Categoría              | Persona       | Resultado |
| ---- | ---------------------- | ------------- | --------- |
| 2011 | Mejor dirección novel  | Emilio Aragón | Nominado  |
| 2011 | Mejor canción original | Emilio Aragón | Nominado  |

Otros premios
| Premio                                 | Año  | Categoría                              | Resultado |
| -------------------------------------- | ---- | -------------------------------------- | --------- |
| Montréal World Film Festival           | 2010 | Premio del público                     | Ganadora  |
| Seattle International Film Festival    | 2011 | Premio del público                     | Ganadora  |
| Woodstock Film Festival                | 2011 | Mejor película                         | Ganadora  |
| Viareggio EuropaCinema                 | 2011 | Mejor film europeo                     | Ganadora  |
| Film Forum Zadar                       | 2011 | Premio del público                     | Ganadora  |
| Círculo de Escritores Cinematográficos | 2011 | Actriz secundaria: Carmen Machi        | Nominada  |
| Unión de Actores                       | 2011 | Mejor actor protagonista: Lluís Homar  | Nominado  |
| Tokio Latin Beat                       | 2010 | Mejor Actriz: Carmen Machi             | Ganadora  |
| Festival de Cine Opera Prima de Tudela | 2010 | Ciudad de Tudela a la mejor película   | Ganadora  |
| Festival de Cine Opera Prima de Tudela | 2010 | Juventud de Tudela a la mejor película | Ganadora  |
| Festival de Cine de Calanda            | 2010 | Mejor Largometraje                     | Ganadora  |
| Primavera Cinematográfica de Lorca     | 2010 | Mejor Película                         | Ganadora  |
| Primavera Cinematográfica de Lorca     | 2010 | Mejor Actor: José Ángel Egido          | Ganador   |
| Micrófonos de Oro                      | 2010 | Mejor película                         | Ganador   |